# Jean-Marc Luisada
Jean-Marc Luisada, né en 1958 à Bizerte (Tunisie), est un pianiste classique français.

## Biographie
Jean-Marc Luisada naît le 3 juin 1958 à Bizerte.
Il commence jeune l'étude du piano, en France, puis à l'école de musique Yehudi Menuhin, au Royaume-Uni, où il travaille avec Denyse Rivière, Marcel Ciampi, Gerald Moore, Nadia Boulanger et Benjamin Britten.
En 1977, il remporte un premier prix en piano et en musique de chambre au Conservatoire national supérieur de musique de Paris, où il est élève de Dominique Merlet et de Geneviève Joy. Il se perfectionne ensuite auprès de Paul Badura-Skoda puis de Nikita Magaloff à compter de 1981.
En 1983, Jean-Marc Luisada remporte le concours Dino Ciani en Italie et obtient le prix Alex De Vries. En 1985, il est lauréat du concours Chopin. Il poursuit dès lors une carrière de concertiste.
Il enseigne à l'École normale de musique de Paris,.

## Discographie
Passionné de musique de chambre, il se produit avec des artistes tels Jean-Pierre Rampal, Augustin Dumay, Raphaël Oleg ou le Quatuor Talich, et accompagne notamment la cantatrice Françoise Pollet.
Jean-Marc Luisada a enregistré plusieurs disques chez Deutsche Grammophon et chez Sony BMG en particulier les Valses et l'intégrale des Mazurkas de Chopin, compositeur dont il est un interprète reconnu, Goyescas d'Enrique Granados, Escales avec des œuvres de Bach, Beethoven, Bizet et Mozart, L'Histoire de Babar de Francis Poulenc avec Jeanne Moreau, Feu Sacré avec Macha Méril. Plus récemment ses enregistrements consacrés à Schumann et Schubert ont connu un succès remarqué. 
Alejandro Amenábar choisit son interprétation de Chopin pour la BO de son film Les Autres avec Nicole Kidman.